# Team Soho
 Team Soho foi uma desenvolvedora de jogos eletrônicos britânica, com sede no bairro de Soho, em Londres. Era uma subsidiária da Sony Computer Entertainment. Eles começaram a desenvolver um jogo que era um simulador de combate aéreo para PlayStation 2 chamado de Dropship: United Peace Force. Mas passaram a desenvolver um jogo de acção-aventura em mundo aberto para PlayStation 2 chamado The Getaway em 2002, antes de se fundirem com o Studio Camden para formar SCE London Studio. Foi feita a sequela The Getaway: Black Monday em 2004.

## Jogos desenvolvidos
| Jogo do título               | Ano lançado | Plataforma    | GameRankings | Metacritic | Notas                                     |
| ---------------------------- | ----------- | ------------- | ------------ | ---------- | ----------------------------------------- |
| Dropship: United Peace Force | 2002        | PlayStation 2 | 75.95%       | 78/100     | Primeiro jogo desenvolvido como Team Soho |
| The Getaway                  | 2002        | PlayStation 2 | 77.51%       | 72/100     |                                           |
| The Getaway: Black Monday    | 2004        | PlayStation 2 | 61.59%       | 57/100     | Co-desenvolvido pela SCE London Studio.   |